# Półmiecz

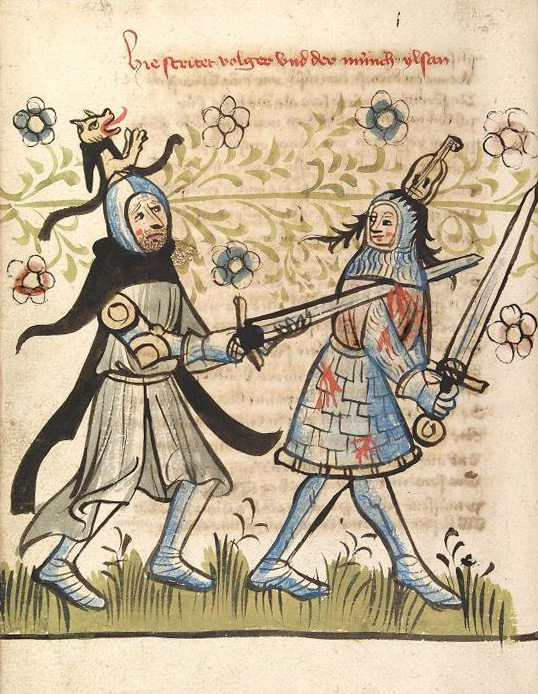
Ilustracja przedstawiająca technikę półmiecza, 1418

Półmiecz (niem. Halbschwert) – technika szermiercza polegająca na zadaniu ciosu przeciwnikowi poprzez trzymanie miecza za jego klingę w połowie jej długości. Technika ta, dzięki pewniejszym sztychom i łatwości wykonywania ataków obuchowych, była szczególnie skuteczna w walce przeciwko opancerzonemu przeciwnikowi.